# JSON Meta Application Protocol
JSON Meta Application Protocol (JMAP) は、電子メールの処理に関連するインターネット標準の通信プロトコルのセットである。
JMAPはHTTPを経由したJSON APIを使用して実装されており、IMAPやSMTPなどの既存の通信プロトコルとGmailやOutlook.comなどの独自の電子メールAPIの代替として開発された。
JMAPの基本プロトコル上に構築されているアドレス帳とカレンダーの同期を処理するための追加のプロトコルとデータモデルは、CardDAVとCalDAVの潜在的な代替となることを意図しており、その他の対応も開発中である。

## 開発の動機
開発者のBron GondwanaとNeil JenkinsはIETFのニュースサイトにおいて「IMAPなどの電子メールクライアントとメールサーバを接続する現在のオープンプロトコルは、現代向けに設計されていません。」と述べている。
彼らはその理由として、IMAPの複雑さ、リソースの使用率の高さ、現代の携帯機器のネットワーク制約への適応性の低さ、SMTP・CalDAV・CardDAVなど他のプロトコルとの複雑な相互作用を挙げている。
彼らはこのことが電子メールクライアントの品質の停滞と、Microsoft Exchange ServerとMicrosoft Outlookで使用されているMAPIのようなこれらの制限を克服するための独自のプロトコルの作成に繋がったと信じている。

## 設計
GondwanaとJenkinsは「JMAPは既存のプロトコルの欠点を解決するための努力の結果であり、長年の経験とフィールドテストに基づいて構築された現代的な効率的で使いやすいAPIを提供します。」と述べている。
このプロトコルは現代的なオープンで信頼性が高く、使いやすい解決策を提供することを目的として開発されたので、一般的に実装されているJSONに大きく依存している。
このプロトコルの主要な開発者であるFastmailのGondwanaは「JMAPの基礎としてJSONとHTTPを使用することは常に重要なポイントでした。つまり、電子メール上に何かを構築したい場合、複雑な構文解析器を再実装したり、ライブラリを見つける必要がありません。」と述べている。
atmailの最高経営責任者であるDave Richardsは、JMAPを実装することを決定した後の2018年に「クライアントとサーバの両方でIMAPを実装することが複雑であることにより、ユーザーエクスペリエンスが厳格になり、利用が難しいものとなり、ソフトウェアオプションの不足が生じました。新しいJMAPプロトコルは既存の問題を解決し、将来の技術を活用するのに十分なモジュール式です。JMAPは電子メールをより良くします。」と述べている。

## 開発
JMAPはオーストラリアを拠点とする電子メールプロバイダであるFastmailの内部プロジェクトとして2014年頃に開発が開始された。
2017年以降はIETFのワーキンググループが開発と標準化を主導してきた。
基本プロトコルと電子メールに関する仕様はFastmailのNeil JenkinsとオラクルのChris NewmanによってRFC 8620及びRFC 8621として2019年7月と2019年8月に公開された。
WebSocketに関する仕様はRFC 8887として2020年8月に公開され、MDN (配信確認) に関する仕様はRFC 9007として2021年3月に公開された。
IETFで進行中のJMAPのその他のドラフトはカレンダー、アドレス帳、サイズクオータ、Sieve電子メールフィルタリング及びS/MIME署名検証の処理に関するものである。
ワーキンググループは当初これらのマイルストーンを2020年末までに完了させるように設定していた。

## 実装
- Apache James 3.0以降はJMAPを実験的にサポートしている[8][9]。OpenPaasコラボレーションプラットフォームはJamesとJMAPをサポートするWebメール実装を提供している[10]。
- Cyrus IMAP server 3.2.0以降はJMAPの基本プロトコルと電子メールプロトコルのサポートと、カレンダーとアドレス帳に関するプロトコルの実験的サポートが実装されている[11]。
- Ltt.rsはJMAPのみをサポートするAndroid向けの概念実証電子メールクライアントである[12]。